# Acacia ericksoniae
Acacia ericksoniae är en ärtväxtart som beskrevs av Bruce R. Maslin. Acacia ericksoniae ingår i släktet akacior, och familjen ärtväxter. Inga underarter finns listade i Catalogue of Life.